# PowerPC G5
De PowerPC G5 (ook 970) is een processor architectuur die door elektronicafabrikanten Apple en IBM gebruikt werd. In tegenstelling tot de G3 en G4, is de G5 een 64-bit processor.

## Apple
Apple gebruikte de G5 gedurende de periode 2003 tot 2006 in de volgende Apple Macintosh computers:
- de Power Mac G5 (2003-2006)
- de Xserve (2004-2006)
- de iMac G5 (2004-2006).

## Problemen
Apple wilde de G5 ook inzetten in haar PowerBook laptops, maar dit bleek onrealistisch. De G5 leverde goede prestaties, maar gebruikte zoveel energie en produceerde zoveel warmte dat Apple afzag van gebruik in laptops. Ook in de desktop reeks Power Mac waren er problemen met hitte ontwikkeling. Zeker bij de hoger geklokte CPU's. Hiervoor zag Apple zich genoodzaakt in 2005 de eerste fabrieksmatig vloeistofgekoelde Personal Computer uit te brengen voor de High-End dual-cpu modellen die klokten op 2.5 & 2.7 Ghz. Wegens problemen bij de ontwikkeling van snellere versies van deze processor kondigde Apple tijdens haar Worldwide Developers Conference (WWDC) in 2005 aan te zullen stoppen met het gebruiken van PowerPC processors in haar Macintosh lijnen. Apple is sinds 2006 volledig overgestapt op het gebruik van Intel processors, met name de Intel Core. Deze processors bleken, naast krachtiger, ook energie efficiënter en bovendien minder warm te worden bij hogere kloksnelheden. Hierdoor waren ze beter geschikt voor laptops. In november 2020 heeft Apple toch besloten om weer af te stappen van Intel processoren, ten gunste van hun eigen Apple Silicon M1 chips.
In 2006 was de recentste versie van Mac OS X Tiger. In 2007 werd Leopard uitgebracht dit was de laatste versie van OS X die de PowerPC architectuur ondersteunde. Met de release van Snow Leopard was de volledig transitie naar de x86 architectuur beklonken.

## IBM
Deze processor werd door IBM de PowerPC 970 genoemd en werd ook gebruikt in diverse IBM servers en workstations.